# Jahlil Okafor
Jahlil Obika Okafor (nascido em 15 de dezembro de 1995) é um nigeriano-americano jogador de basquete profissional do Detroit Pistons da National Basketball Association (NBA).
Ele jogou no Duke Blue Devils e foi selecionado pelo Philadelphia 76ers como a terceira escolha geral no Draft da NBA de 2015. Ele também jogou no Brooklyn Nets e New Orleans Pelicans.

## Início de carreira
Okafor nasceu em Fort Smith, Arkansas. Seu pai, Chukwudi, conhecido como Chuck, é nigeriano-americano de ascendência ibo, e sua mãe, Dacresha Lanett Benton, era afro-americana e europeu-americana. Quando jovem, Okafor dividiu o tempo entre a casa de sua mãe na cidade de Moffett, Oklahoma, e a casa de seu pai em Chicago. Quando ele tinha 9 anos, sua mãe contraiu bronquite e morreu duas semanas depois de um colapso pulmonar. Okafor mudou-se definitivamente com seu pai para Chicago e depois para Rosemont. Okafor frequentou o Rosemont Elementary. A adaptação foi difícil porque ele era tímido e tão alto que os outros alunos pensaram que ele foi colocado na aula por ter reprovado. Em novembro de 2008, durante a sétima série, ele igualou os 1,96m de seu pai. Mais tarde, a família mudou-se para o outro lado da cidade para que Okafor pudesse estudar na Whitney Young High School.
Como um aluno da oitava série de 2.01 m, Okafor foi recrutado pela Universidade DePaul em violação às regras de recrutamento da National Collegiate Athletic Association (NCAA) quando o Diretor Atlético da DePaul, Jean Lenti Ponsetto, fez comentários públicos sobre uma oferta. Inicialmente, o treinador interino Tracy Webster fez uma oferta oral em 30 de janeiro na Allstate Arena. A oferta foi noticiada online pela ESPNChicago.com e recolhida pela imprensa, o que conduziu às problemáticas declarações de Ponsetto. Em fevereiro de 2010, Ponsetto confirmou em uma declaração: "Este é um jovem com quem conversamos há muito tempo, que foi a jogos e com quem temos um relacionamento porque seu tio trabalha para o Departamento de Polícia de Rosemont. Eu acho que ele provavelmente é um fã e alguém que é fã há algum tempo, já que jogamos em Rosemont nos últimos 30 anos".

### Carreira no colégio

#### Calouro e segundo ano
Okafor e o companheiro de equipe, Paul White, foram considerados os melhores calouros da área metropolitana de Chicago, de acordo com Joe Henricksen do Chicago Sun-Times. Eles se juntaram a uma equipe com seis veteranos que foram vice-campeões estaduais no ano anterior. Junto com Thomas Hamilton Jr. e White, Okafor fazia parte de um trio de jogadores do Whitney Young classificados no top 10 de suas respectivas classes nacionais pela ESPNU. Entrando na temporada, Whitney Young foi considerado parecido com um time de faculdade devido ao seu tamanho e capacidade atlética. Naquele ano, Okafor sentia que não era um dos "jogadores-chave" do time, mas participar de torneios com jogadores de elite como Austin Rivers e Michael Kidd-Gilchrist o inspirou a ser um.
Após sua temporada de calouro, Okafor foi considerado o segundo melhor jogador do basquete colegial na área de Chicago, atrás apenas de Jabari Parker. O relatório sobre ele era que ele possuía um bom arremesso de média distância, pés ágeis, mãos macias e habilidades físicas que o tornavam uma incompatibilidade contra quase qualquer competidor do ensino médio. Antes de sua segunda temporada, Dave Spahn da SLAM Magazine descreveu Okafor como um jogador com o trabalho de pés e a ambidestria para dominar seus oponentes, colocando-o na conversa para o papel de melhor jogador na classe nacional de 2014. Em agosto de 2011, a ESPN o classificou como o terceiro melhor jogador da classe de 2014.
Em 22 de dezembro, diante de uma plateia que incluía John Calipari, Rick Pitino, Derrick Rose e Anthony Davis no UIC Pavilion, Okafor registrou 20 pontos (10 no quarto período), 9 rebotes e 3 bloqueios contra Simeon em uma derrota por 62-55.
Após a temporada, o Chicago Sun-Times o nomeou para a Primeira-Equipe do Estado junto com Jabari Parker, Keith Carter, Darius Paul e Fred VanVleet. O Chicago Tribune nomeou-o para a Segunda-Equipe do Estado. A Associated Press nomeou-o para sua Segunda-Equipe da Classe 4A. Ele também foi selecionado pela Associação de Treinadores de Basquete da Liga Pública de Chicago para integrar o time All-City masculino.

#### Terceiro ano

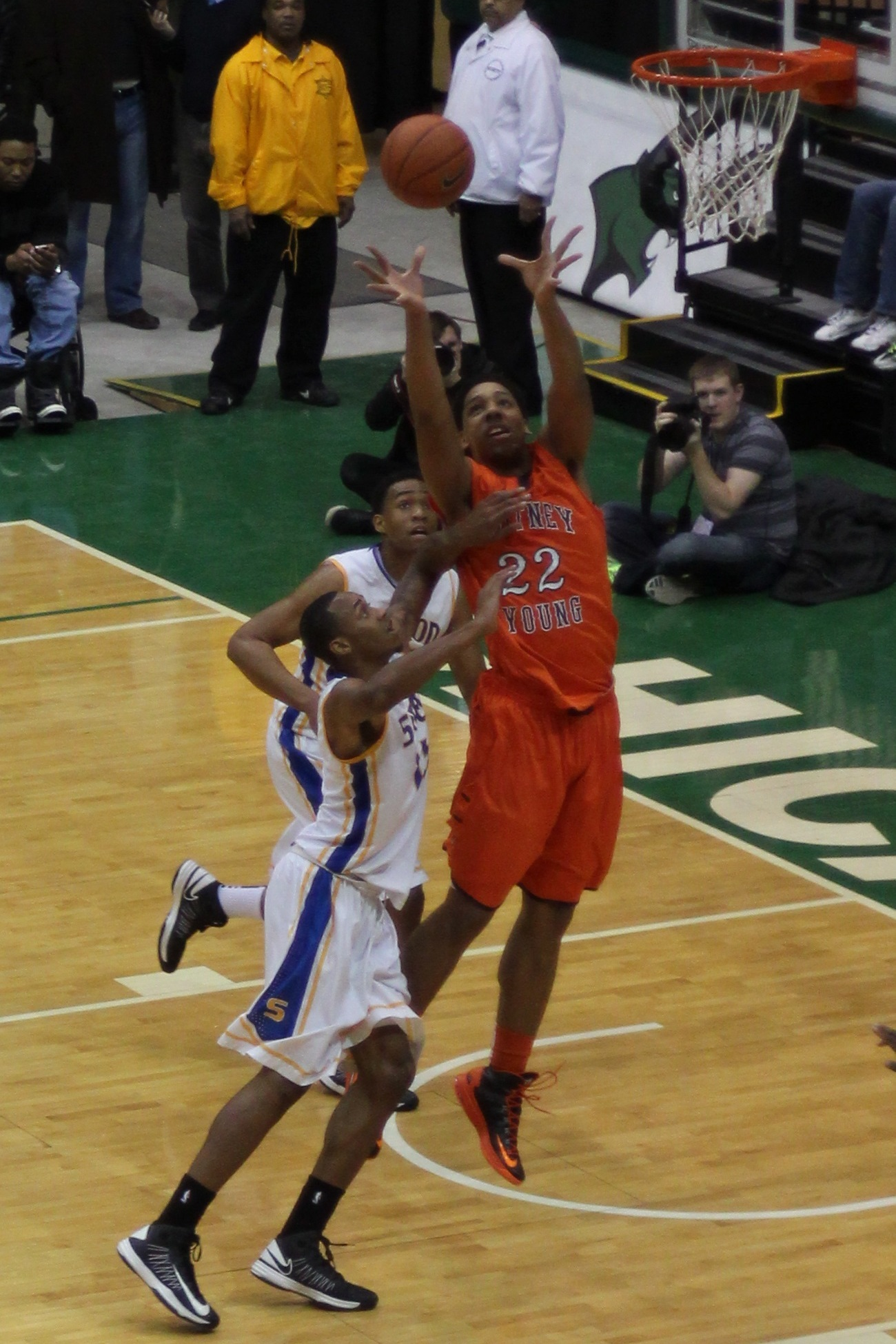
Okafor pulando para pegar um rebote contra Simeon Career Academy em 26 de janeiro de 2013

Em junho de 2012, a Sports Illustrated o nomeou um de seus "Future Game Changers", um grupo de quatorze jovens atletas considerados os maiores talentos de seus respectivos esportes (como Sarah Hendrickson, Jabrill Peppers e Taylor Townsend). Em 19 de setembro, John Calipari ofereceu a Okafor uma bolsa para jogar por Kentucky, juntando-se a Ohio State, Michigan, Louisville, Illinois, Duke, Carolina do Norte, Flórida e Arizona como programas que também ofereceram.
Em 19 de janeiro, Okafor levou Young a uma vitória de 85-52 sobre Long Beach Polytechnic High School no Hoophall Classic com 26 pontos, 7 rebotes e 3 bloqueios. A vitória deu a Young um recorde de 7–1 contra times classificados nacionalmente, levando Young para a 2ª posição no ranking do USA Today enquanto se preparava para o confronto cruzado de 26 de janeiro contra Simeon.
Nos playoffs da Chicago Public High School League de 15 de fevereiro, Okafor registrou 19 pontos, 14 rebotes e 7 bloqueios na vitória na final por 60-56 sobre o Morgan Park High School Okafor.
Em 28 de fevereiro, ele foi nomeado o Jogador do Ano do Chicago Sun-Times. Em 25 de março, Okafor terminou como vice-campeão na votação de Mr. Basketball de Illinois.

#### Último ano

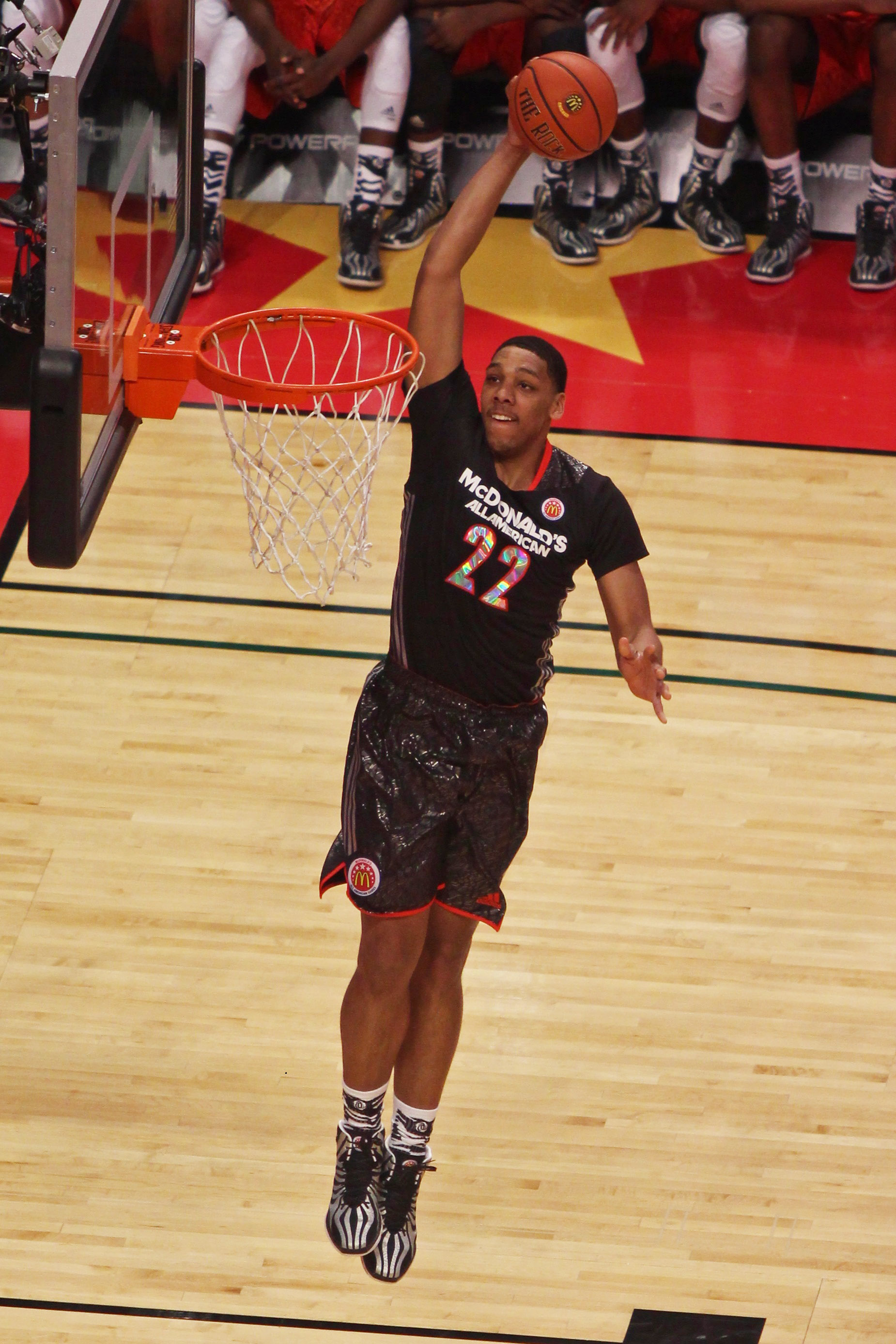
Okafor dunking durante o McDonald's All-American Boys Game de 2014.

Ele fez seu compromisso verbal na ESPNU com a Universidade de Duke em 15 de novembro, juntamente com Tyus Jones. Em 21 de novembro, Justise Winslow comprometeu-se com Duke, dando-lhes a classe de recrutamento número um da nação com Jones, Okafor, Winslow e Grayson Allen.
Okafor liderou o Les Schwab Invitational em pontuação (31) e rebote (12,5) e terminou 2013 no topo dos três principais bancos de dados de recrutamento (ESPN, Rivals e Scout). Young foi 2–2 no torneio, perdendo para Rainier Beach High School e West Linn High School. Em 4 de janeiro no Cancer Research Classic em Wheeling, West Virginia, Okafor ganhou o prêmio de MVP do torneio com base em um desempenho de 24 pontos e 9 rebotes contra a Prime Prep Academy de Emmanuel Mudiay.
Em 14 de março, Okafor registrou 35 pontos e 13 rebotes em uma vitória por 75-66 sobre St. Rita of Cascia High School, dando a Young seu primeiro título seccional desde 2009 e deixando-os a uma vitória do Final Four. Em 18 de março, Okafor levou Young a uma vitória de 58-32 sobre Loyola Academy com 12 pontos, 12 rebotes, 7 assistências e 3 bloqueios. Em 21 de março, os 33 pontos e 14 rebotes de Okafor permitiram a Young superar Stevenson High School por 75-68. Em 22 de março, Okafor e Young ganharam o Campeonato Estadual IHSA Classe 4A ao derrotar a Benet Academy por 46–44. Okafor produziu apenas 8 pontos, 6 rebotes e 3 assistências.

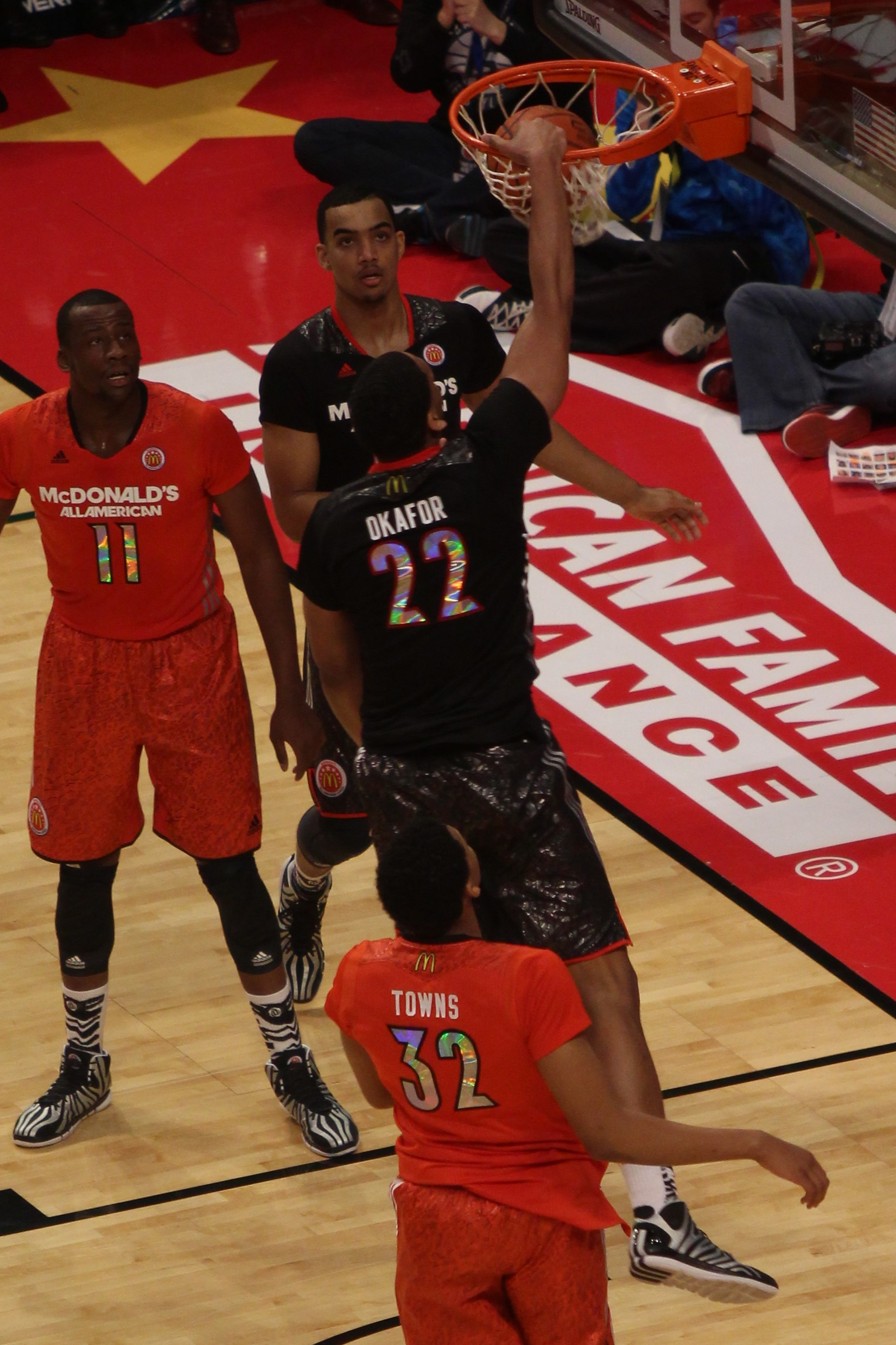
Okafor fazendo uma enterrada com menos de 40 segundos restantes na vitória no McDonald's Game de 2014.

Okafor ganhou o Prêmio de co-MVP (com Justin Jackson) do McDonald's All-American Game depois de registrar 17 pontos e 7 rebotes em uma vitória por 105–102. Em 12 de abril, ele obteve um duplo-duplo de 14 pontos e 10 rebotes em uma vitória de 84-73 do Team USA no Nike Hoops Summit. Em 18 de abril no Jordan Brand Classic, ele foi co-MVP ao marcar 29 pontos e 9 rebotes.
Ele foi escolhido como o Jogador Nacional do Ano de 2014 pela Parade. Ele também foi reconhecido pela organização McDonald's All-American Game como o Jogador Nacional Morgan Wootten do Ano em 2014. O USA Today reconheceu Okafor como o Jogador Nacional do Ano e ele também venceu o Mr. Basketball de Illinois.

#### Recrutamento
| Nome | Cidade Natal                                  | Escola/Universidade | Altura             | Peso                | Data da revisão        |
| --- | --------------------------------------------- | ------------------- | ------------------ | ------------------- | ---------------------- |
| Jahlil Okafor C | Chicago                                       | Whitney Young (IL)  | 6 ft 9 in (2.06 m) | 267.5 lb (121.3 kg) | 15 de Novembro de 2013 |
| Jahlil Okafor C | Recrutamento: Rivais: Scout: 247sports: ESPN: |                     |                    |                     |                        |
| Classificação geral de novatos: Scout: 1º \| Rivals: 1º \| ESPN: 1º |                                               |                     |                    |                     |                        |
| - Nota : Em muitos casos, Scout, Rivals, 247Sports e ESPN podem entrar em conflito em suas listas de altura e peso, nestes casos, a média foi obtida. - Nota: A ESPN mede os calouros numa escala de 0 a 100. - Fonte: |                                               |                     |                    |                     |                        |

## Carreira universitária
Okafor jogou uma temporada de basquete universitário pelo Duke Blue Devils.
Ele abriu a temporada como Novato da Semana da ACC em 17 de novembro. Em seus primeiros três jogos, ele acertou 25 de 30 arremessos tentados. Ele foi novamente nomeado Novato da Semana da ACC em 24 de novembro e 1 de dezembro. Ele teve suas primeiras duas performances de 20 pontos no Coaches vs. Cancer Classic com 24 pontos contra Furman em 26 de novembro e 21 contra o Exército em 30 de novembro.
Em 15 de dezembro, com um desempenho de 25 pontos e 20 rebotes contra Elon, Okafor se tornou o primeiro calouro de Duke a registrar 20 rebotes em um jogo e o segundo calouro da ACC a registrar 20 pontos e 20 rebotes em um jogo, juntando-se a Joe Smith. O desempenho rendeu a Okafor seu quarto prêmio de Novato da Semana da ACC e o primeiro Novato Nacional da Semana. Ele então marcou 28 pontos, o recorde da temporada, contra Boston College em 3 de janeiro, ganhando seu quinto Novato da Semana da ACC, o primeiro Jogador da Semana da ACC e segundo Novato Nacional da Semana no dia seguinte. Ele foi novamente o Novato da Semana da ACC em 12 e 19 de janeiro. Depois de ficar de fora de um jogo devido a uma lesão no tornozelo, Okafor alcançou um recorde de 30 pontos na vitória contra Virginia Tech em 25 de fevereiro.
Após a temporada, Okafor foi nomeado o Jogador de Basquete Masculino do Ano da Conferência da Costa Atlântica pelos treinadores e mídia e o Calouro do Ano da ACC. Ele foi o primeiro calouro a ganhar o Jogador do Ano da ACC. Ele foi nomeado o Calouro Nacional do Ano pela United States Basketball Writers Association (USBWA). Ele contribuiu para o título nacional com 10 pontos, incluindo 2 cestas importantes nos minutos finais, na final Torneio da NCAA de 2015.
Em 9 de abril, Okafor se declarou para o Draft da NBA de 2015.

## Carreira profissional

### Philadelphia 76ers (2015–2017)

#### Temporada de 2015–16

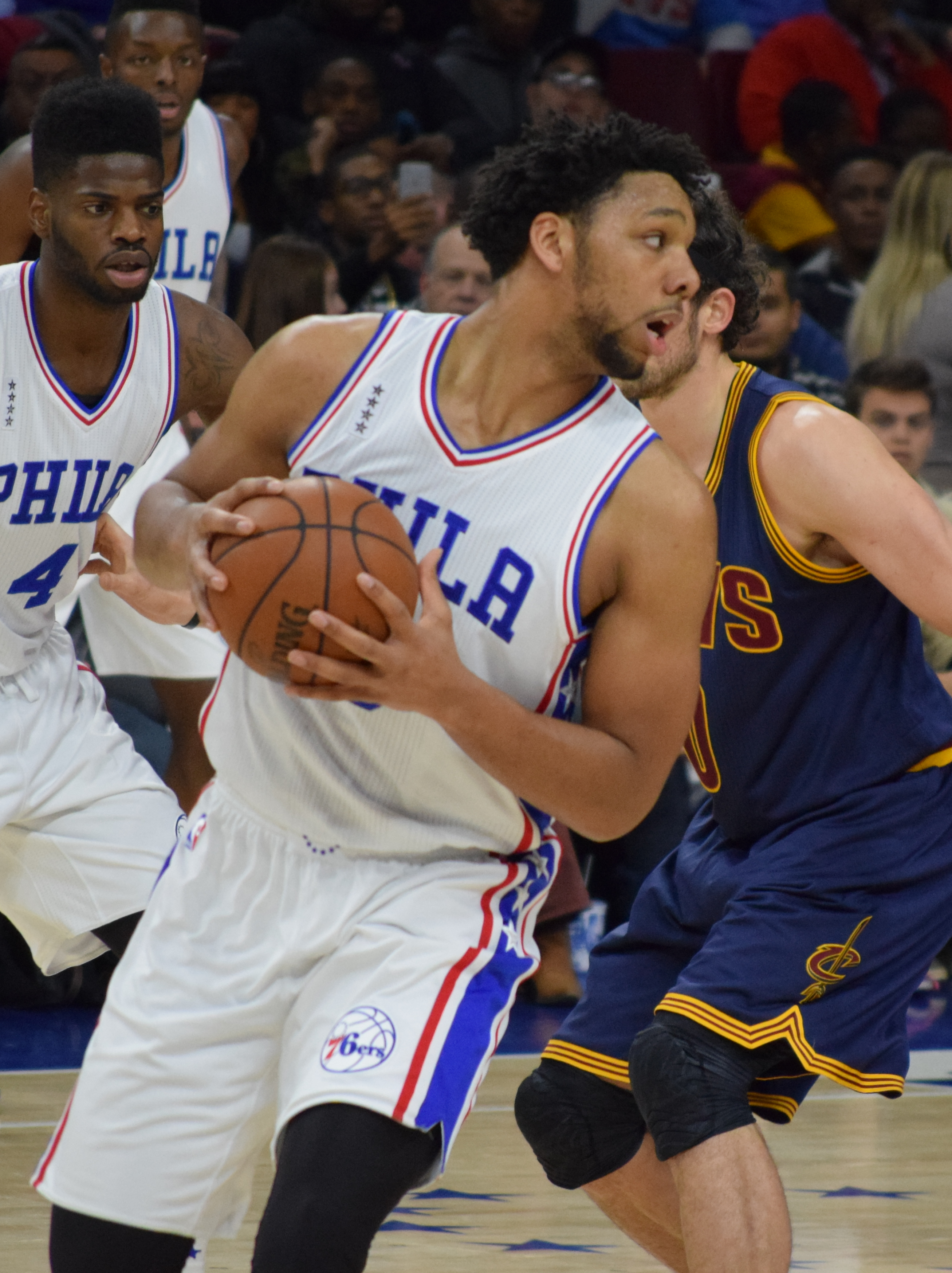
Okafor com os 76ers em 2016.

Em 25 de junho de 2015, Okafor foi selecionado pelo Philadelphia 76ers como a terceira escolha geral no Draft da NBA de 2015. Depois de estrear com um desempenho de 20 pontos na Summer League em 6 de julho, Okafor assinou um contrato de dois anos com os 76ers em 7 de julho.
Ele estreou pelos 76ers fazendo 26 pontos, 7 rebotes e 2 bloqueios contra o Boston Celtics em 28 de outubro. Na noite de estreia, o jovem time dos 76ers não teve nenhum jogador com mais de 24 anos ou com mais de três anos de experiência na NBA. Em 9 de novembro, ele conseguiu seu primeiro duplo-duplo com 21 pontos e 15 rebotes contra o Chicago Bulls. No jogo seguinte, em 11 de novembro, Okafor registrou 21 pontos, 7 rebotes e 4 bloqueios contra o Toronto Raptors.
Depois que os 76ers teve um início de temporada de 0-16, Okafor se envolveu em uma briga de rua em 25 de novembro em Boston. Em 30 de novembro, com relatórios adicionais revelando que Okafor estivera envolvido em várias situações polêmicas e perigosas fora das quadras, os 76ers concordaram com um pedido para designar um guarda de segurança para acompanhar Okafor em público. Em 1º de dezembro, Okafor e os 76ers derrotaram o Los Angeles Lakers por 103–91. A vitória encerrou a mais longa sequência de derrotas na história dos principais esportes profissionais nos Estados Unidos (28 jogos desde a temporada anterior) e o pior início da história da NBA (empatado com o New Jersey Nets de 2009-10 por 0-18). Okafor foi posteriormente suspenso pelo 76ers por dois jogos devido a outra briga de rua. Ele voltou da suspensão contra o San Antonio Spurs em 7 de dezembro, registrando 10 pontos e 4 rebotes em uma derrota por 119–68. Em 16 de janeiro de 2016, ele registrou 25 pontos e 10 rebotes na vitória por 114-89 sobre o Portland Trail Blazers, ajudando os 76ers a vencer uma seqüência de quatro derrotas consecutivas e melhorando seu recorde para 5-37. Em 27 de janeiro de 2016, ele foi nomeado para o Rising Stars Challenge no All-Star Game da NBA de 2016.
Em fevereiro, os 76ers teve Okafor e Nerlens Noel trocando de posição. Em 6 de fevereiro, ele registrou 22 pontos e 17 rebotes em uma vitória por 103–98 sobre o Brooklyn Nets. A troca de posição foi considerada uma melhoria em relação ao tempo de divisão dos dois jogadores ou de Noel jogar fora de sua posição natural. Em 21 de fevereiro, contra o Dallas Mavericks, Okafor marcou 31 pontos, o recorde da sua carreira, em uma derrota por 129-103, superando não apenas o recorde de sua carreira na NBA, mas também seu jogo de 30 pontos em Duke. Em 28 de fevereiro, Okafor marcou 26 pontos contra o Orlando Magic, mas sofreu uma contusão na canela em uma colisão com o companheiro de equipe Isaiah Canaan, que só deveria deixá-lo afastado por um jogo. Quando ele perdeu seu quinto jogo consecutivo, o treinador principal do 76ers, Brett Brown, pediu que Okafor fizesse uma tomografia computadorizada em seu joelho. Em 11 de março, Okafor foi descartado pelo resto da temporada depois que testes revelaram que ele havia sofrido uma pequena ruptura do menisco do joelho direito.
Okafor terminou em quinto lugar na votação do Prêmio de Novato do Ano em 2016 e foi selecionado para a Primeira-Equipe de Novatos.

#### Temporada de 2016–17
Após a primeira semana da temporada de 2016-17, o 76ers exerceu a opção de renovação no contrato de novato de Okafor. Ele começou a temporada com uma restrição de participação em jogos consecutivos após o agravamento de sua lesão no menisco. Seu limite logo foi aumentado para 24 minutos. Ele foi liberado para jogar sem restrições antes do jogo de 21 de novembro contra o Miami Heat.
Em 14 de janeiro de 2017, Okafor, que não tinha jogado nos três jogos anteriores dos 76ers, marcou 26 pontos em uma derrota por 109-93 para o Washington Wizards. Ele foi selecionado para participar do Rising Stars Challenge durante o All-Star Game. Em 25 de fevereiro de 2017, ele registrou 28 pontos e 10 rebotes na derrota por 110-109 para o New York Knicks. Em 31 de março de 2017, depois de perder os quatro jogos anteriores, ele foi excluído para o resto da temporada com dores no joelho direito.

#### Temporada de 2017–18
Em 1 de novembro de 2017, Okafor revelou que aceitaria uma troca dos 76ers, depois que a equipe decidiu não pegar a opção de $ 6,3 milhões do quarto ano no contrato de novato de Okafor, depois de ter tentado trocá-lo por algum tempo. Uma vez que os 76ers decidiu não renovar, isso deu a ele o direito de ser um agente livre após a temporada. Além disso, a equipe decidiu construir a equipe em torno de Joel Embiid e Ben Simmons, já que Okafor ganhou tempo em apenas dois jogos nas primeiras 5 semanas da temporada. Os 76ers não foram capazes de alcançar uma troca satisfatória com outro time para o futuro agente livre, apesar do preço pedido do time cair cada vez mais.
Mais tarde, foi revelado que Okafor, junto com vários outros associados dos 76ers, tinha sido o assunto de uma campanha de desinformação pela esposa do então gerente geral, Bryan Colangelo, usando informações confidenciais do GM para denegrir Okafor e desculpar a relutância da equipe em trocá-lo.

### Brooklyn Nets (2017–2018)
Em 7 de dezembro de 2017, Okafor foi negociado, junto com Nik Stauskas e uma escolha de segunda rodada do Draft da NBA de 2019, para o Brooklyn Nets em troca de Trevor Booker.
Em sua estreia pelos Nets em 15 de dezembro de 2017 (seu 22º aniversário), Okafor registrou 10 pontos e quatro rebotes em 23 minutos na derrota por 120-87 para o Toronto Raptors. Ele jogou apenas 25 minutos durante toda a temporada para os 76ers. Após sua estreia, os Nets decidiu colocá-lo de volta em forma antes de colocá-lo nos jogos novamente. Seu próximo jogo foi em 3 de janeiro contra o Minnesota Timberwolves, onde marcou dois pontos em 11 minutos. Três dias depois, ele fez 12 pontos em 13 minutos na derrota por 87-85 para o Boston Celtics. Em 27 de janeiro, ele marcou 21 pontos, o recorde da equipe, em uma derrota por 111–97 para os Timberwolves. Após a temporada, ele se tornou um agente livre irrestrito.

### New Orleans Pelicans (2018–2020)

#### Temporada de 2018-19
Em 9 de agosto de 2018, Okafor assinou com o New Orleans Pelicans.
Em 19 de dezembro, ele marcou 17 pontos em 13 minutos contra o Milwaukee Bucks. Em 19 de janeiro, os Pelicans anunciaram que Anthony Davis sofreu uma entorse no dedo indicador que o prejudicaria por 1-2 semanas. Com o aumento do tempo de jogo, Okafor estabeleceu uma sequencia de bons números: 20 pontos e 10 rebotes em uma vitória de 105-85 sobre o Memphis Grizzlies, 24 pontos e 15 rebotes em uma derrota de 126-114 para o San Antonio Spurs e 27 pontos e 12 rebotes em uma vitória de 121–116 sobre o Houston Rockets. Em 23 de janeiro, ele registrou 6 bloqueios contra o Detroit Pistons. No último jogo da temporada dos Pelicans, Okafor marcou 30 pontos contra o Golden State Warriors.

#### Temporada de 2019-20
Em 20 de junho de 2019, os Pelicans exerceram o seu direito de renovação de contrato por mais uma temporada.
Em 31 de outubro, ele marcou 26 pontos na vitória de 122-107 contra o Denver Nuggets. Em 13 de janeiro de 2020, ele registrou 25 pontos e 14 rebotes na vitória por 117-110 contra os Pistons. Em 28 de janeiro, Okafor anunciou que mudaria seu número para homenagear Kobe Bryant. Ele usaria o número 9 pelo resto da temporada.

### Detroit Pistons (2020–Presente)
Em 1º de dezembro de 2020, Okafor assinou com o Detroit Pistons.

## Estatisticas

### NBA

#### Temporada regular
| Ano      | Equipe       | PJ  | PT  | MPJ  | AP   | 3P   | LL   | RT  | AS  | BR | TO  | PPJ  |
| -------- | ------------ | --- | --- | ---- | ---- | ---- | ---- | --- | --- | -- | --- | ---- |
| 2015–16  | Philadelphia | 53  | 48  | 30.0 | .508 | .167 | .686 | 7.0 | 1.2 | .4 | 1.2 | 17.5 |
| 2016–17  | Philadelphia | 50  | 33  | 22.7 | .514 | —    | .671 | 4.8 | 1.2 | .4 | 1.0 | 11.8 |
| 2017–18  | Philadelphia | 2   | 0   | 12.5 | .444 | —    | .500 | 4.5 | .5  | .0 | 1.0 | 5.0  |
| 2017–18  | Brooklyn     | 26  | 0   | 12.6 | .566 | .250 | .760 | 2.9 | .4  | .1 | .6  | 6.4  |
| 2018–19  | New Orleans  | 59  | 24  | 15.8 | .586 | .200 | .663 | 4.7 | .7  | .3 | .7  | 8.2  |
| 2019–20  | New Orleans  | 30  | 9   | 15.6 | .623 | .333 | .645 | 4.2 | 1.2 | .2 | .7  | 8.1  |
| Carreira | Carreira     | 220 | 114 | 18.2 | .540 | .237 | .654 | 4.6 | .8  | .2 | .8  | 9.4  |

### Universitário
| Ano     | Equipe | PJ | PT | MPJ  | AP   | 3P | LL   | RT  | AS  | BR | TO  | PPJ  |
| ------- | ------ | -- | -- | ---- | ---- | -- | ---- | --- | --- | -- | --- | ---- |
| 2014–15 | Duke   | 32 | 32 | 30.1 | .664 | -- | .510 | 8.5 | 1.3 | .8 | 1.4 | 17.3 |

Fonte:

## Carreira na seleção nacional
Ele foi membro da Seleção Americana de Basquetebol na Copa do Mundo Sub-17 de 2012. Em um torneio de exibição preliminar de dois jogos com quatro equipes em Las Palmas, nas Ilhas Canárias, uma semana antes do início do campeonato, ele foi nomeado MVP do torneio. Ele também foi nomeado o MVP da Copa do Mundo Sub-17 de 2012, pela seleção dos Estados Unidos que ganhou a medalha de ouro. Okafor registrou 17 pontos e 8 rebotes no jogo pela medalha de ouro. Ao longo do torneio, ele foi o segundo maior artilheiro, com 13,6 pontos por jogo, e o segundo maior reboteiro da sua equipe, com 8,2 rebotes por jogo.
Em 21 de maio de 2013, o EUA anunciou a lista de 24 jogadores, incluindo Okafor, que havia aceitado os convites para o acampamento de treinamento da equipe para a Copa do Mundo Sub-19 de 14 a 19 de junho de 2013. O acampamento foi usado para selecionar os 12 homens para o Campeonato Mundial Sub-19 de 27 de junho a 7 de julho de 2013 na República Tcheca. Okafor foi selecionado para o elenco final em 18 de junho. O time ganhou a medalha de ouro e Okafor foi eleito para a Equipe do Torneio, junto com seu companheiro e MVP do torneio, Aaron Gordon.
Em 23 de fevereiro de 2020, Jahlil Okafor disse a Marc J. Spears da ESPN que ele representaria a Seleção Nigeriana de Basquetebol nos Jogos Olímpicos de Verão de 2020.

## Vida pessoal

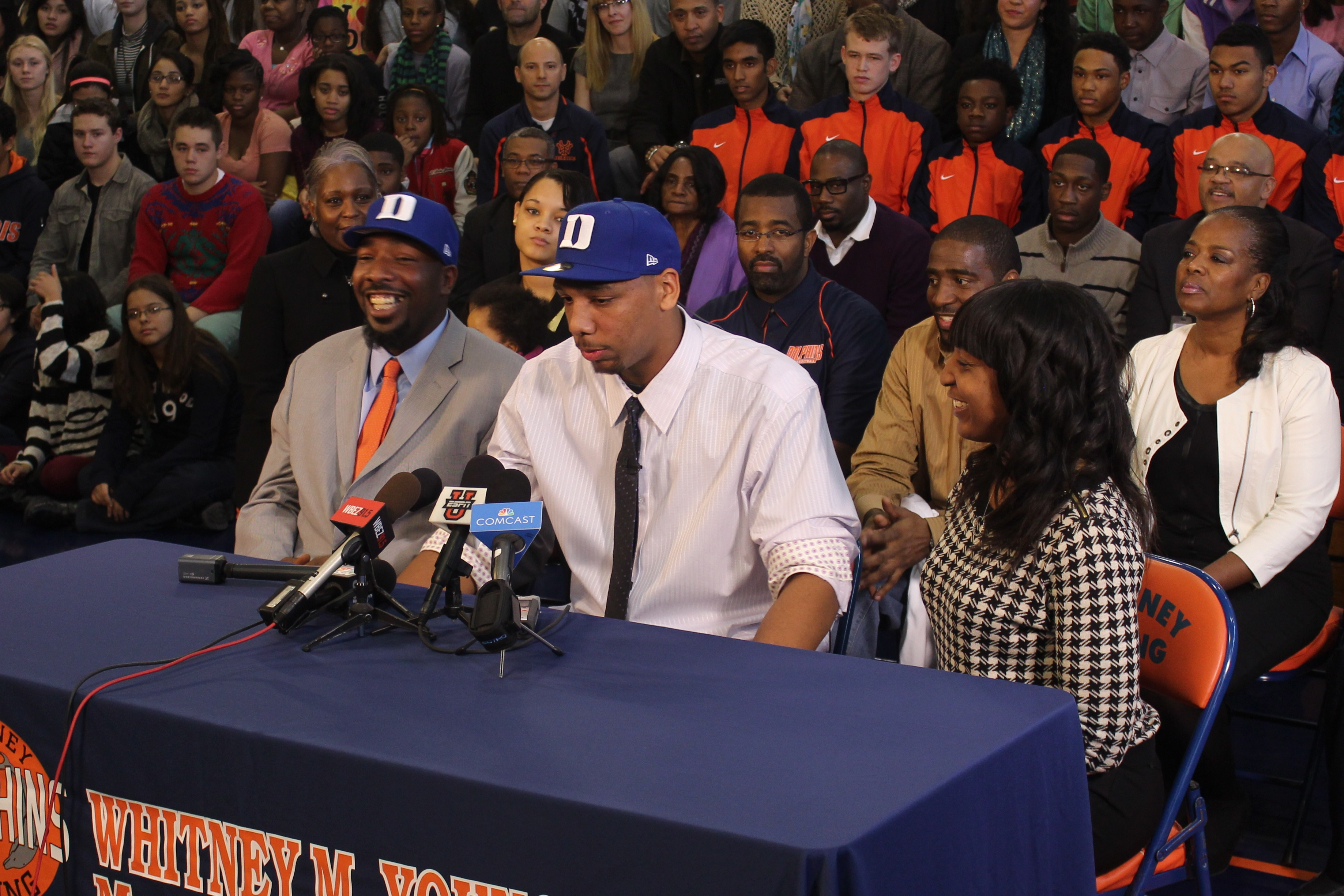
Okafor (centro) em sua entrevista coletiva de compromisso verbal com seu pai Chukwudi e sua tia Chinyere Okafor-Conley em 15 de novembro de 2013. Jahlil e Chukwudi estão usando bonés de beisebol de Duke para mostrar seu compromisso.

Sua mãe, Dacresha Lanett Benton, morreu quando ele tinha 9 anos, deixando-o para ser criado por seu pai Chukwudi e sua tia Chinyere Okafor-Conley, a quem ele se refere como sua "mãe-tia". O nome completo de seu pai é Chukwudi Obika Okafor. Seus pais se conheceram em Fort Smith, Arkansas, quando Chuck jogou basquete em uma faculdade local. "Meu maior medo é perder alguém próximo a mim", disse Jahlil à revista Chicago. "Isso é algo que penso muito mais do que deveria".
Ele tem uma irmã mais velha, Jalen, e dois irmãos mais novos, Jamonte e Ashondre. Seu pai tem cinco irmãos na área de Chicago. Seu tio trabalha para o departamento de polícia em Rosemont, Illinois. Seu pai, conhecido como Chuck Okafor, tem 1,96 e jogou no Westark Community College, em West Texas A&M University e no Carl Albert State College. Seus pais tinham bolsas de basquete no Carl Albert State College ao mesmo tempo. Chuck fora jogador de basquete da All-City High School da Bowen High School. Sua mãe também jogava basquete universitário.
Okafor joga xadrez e toca saxofone e tuba. Ele é um primo distante do jogador da NBA, Emeka Okafor. Ele é descendente de nigerianos por meio de seu avô paterno, que se mudou da Nigéria para os EUA aos 20 anos. Okafor viajou para a Nigéria quando estava na sétima série.
Okafor pratica ioga desde a temporada de 2016-17. Ele era vegano para evitar que seus joelhos inchassem, mas mudou sua dieta quando percebeu que havia uma deficiência de ferro. Okafor tem seu próprio chef para garantir que ele obtenha uma quantidade suficiente de proteínas em sua dieta. Depois de ir para um laboratório de sono durante a pré-temporada de 2019, Okafor foi diagnosticado com apnéia do sono e agora usa um aparelho de CPAP, o que melhorou sua qualidade de sono.